# Kremlin Cup
El Torneig de Moscou, conegut oficialment com a Kremlin Cup, és un torneig de tennis professional que es disputa anualment sobre pista dura al Krylatskoye de Moscou, Rússia. Pertany a les sèries 250 del circuit ATP masculí i als Premier Tournaments del circuit WTA femení.
El torneig es va inaugurar l'any 1990 com el primer esdeveniment tennístic celebrat en el Olimpiyskiy de Moscou, Rússia. Inicialment es va crear per la categoria masculina però l'any 1996 es va afegir la categoria femenina. Fins a l'edició del 2007 es va disputar sobre pista de moqueta però actualment es disputa sobre la superfície dura del tipus RuKortHard. En l'edició de 2019 va canviar de recinte al palau de gel Krylatskoye.

## Palmarès

### Individual masculí
| Any  | Campió                                            | Finalista                                         | Resultat                                          |
| ---- | ------------------------------------------------- | ------------------------------------------------- | ------------------------------------------------- |
| 2021 | Aslan Karatsev                                    | Marin Čilić                                       | 6−2, 6−4                                          |
| 2020 | Torneig suspès a causa de la pandèmia de COVID-19 | Torneig suspès a causa de la pandèmia de COVID-19 | Torneig suspès a causa de la pandèmia de COVID-19 |
| 2019 | Andrei Rubliov                                    | Adrian Mannarino                                  | 6−4, 6−0                                          |
| 2018 | Karén Khatxànov                                   | Adrian Mannarino                                  | 6−2, 6−2                                          |
| 2017 | Damir Džumhur                                     | Ričardas Berankis                                 | 6−2, 1−6, 6−4                                     |
| 2016 | Pablo Carreño Busta                               | Fabio Fognini                                     | 4−6, 6−3, 6−2                                     |
| 2015 | Marin Čilić (2)                                   | Roberto Bautista Agut                             | 6−4, 6−4                                          |
| 2014 | Marin Čilić                                       | Roberto Bautista Agut                             | 6−4, 6−4                                          |
| 2013 | Richard Gasquet                                   | Mikhaïl Kukuixkin                                 | 4−6, 6−4, 6−4                                     |
| 2012 | Andreas Seppi                                     | Thomaz Bellucci                                   | 3−6, 7−6(3), 6−3                                  |
| 2011 | Janko Tipsarević                                  | Viktor Troicki                                    | 3−6, 6−4, 6−2                                     |
| 2010 | Viktor Troicki                                    | Markos Bagdatís                                   | 3−6, 6−4, 6−3                                     |
| 2009 | Mikhaïl Iujni                                     | Janko Tipsarević                                  | 6−7(5), 6−0, 6−4                                  |
| 2008 | Ígor Kunitsin                                     | Marat Safin                                       | 7−6(6), 6−7(4), 6−3                               |
| 2007 | Nikolai Davidenko (3)                             | Paul-Henri Mathieu                                | 7−5, 7−6(9)                                       |
| 2006 | Nikolai Davidenko                                 | Marat Safin                                       | 6−4, 5−7, 6−4                                     |
| 2005 | Ígor Andréiev                                     | Nicolas Kiefer                                    | 5−7, 7−6(3), 6−2                                  |
| 2004 | Nikolai Davidenko                                 | Greg Rusedski                                     | 3−6, 6−3, 7−5                                     |
| 2003 | Taylor Dent                                       | Sargis Sargsian                                   | 7−6(5), 6−4                                       |
| 2002 | Paul-Henri Mathieu                                | Sjeng Schalken                                    | 4−6, 6−2, 6−0                                     |
| 2001 | Ievgueni Kàfelnikov (5)                           | Nicolas Kiefer                                    | 6−4, 7−5                                          |
| 2000 | Ievgueni Kàfelnikov                               | David Prinosil                                    | 6−2, 7−5                                          |
| 1999 | Ievgueni Kàfelnikov                               | Byron Black                                       | 7−6(2), 6−4                                       |
| 1998 | Ievgueni Kàfelnikov                               | Goran Ivanišević                                  | 7−6(2), 7−6(5)                                    |
| 1997 | Ievgueni Kàfelnikov                               | Petr Korda                                        | 7−6(2), 6−4                                       |
| 1996 | Goran Ivanišević                                  | Ievgueni Kàfelnikov                               | 3−6, 6−1, 6−3                                     |
| 1995 | Carl-Uwe Steeb                                    | Daniel Vacek                                      | 7−6(5), 3−6, 7−6(6)                               |
| 1994 | Aleksandr Vólkov                                  | Chuck Adams                                       | 6−2, 6−4                                          |
| 1993 | Marc Rosset (2)                                   | Patrik Kühnen                                     | 6−4, 6−3                                          |
| 1992 | Marc Rosset                                       | Carl-Uwe Steeb                                    | 6−2, 6−2                                          |
| 1991 | Andrei Txerkàssov (2)                             | Jakob Hlasek                                      | 7−6(2), 3−6, 7−6(5)                               |
| 1990 | Andrei Txerkàssov                                 | Tim Mayotte                                       | 6−2, 6−1                                          |

### Individual femení
| Any          | Campiona                                          | Finalista                                         | Resultat                                          |
| ------------ | ------------------------------------------------- | ------------------------------------------------- | ------------------------------------------------- |
| WTA 500      |                                                   |                                                   |                                                   |
| 2021         | Anett Kontaveit                                   | Ekaterina Alexandrova                             | 4−6, 6−4, 7−5                                     |
| WTA Premier  |                                                   |                                                   |                                                   |
| 2020         | Torneig suspès a causa de la pandèmia de COVID-19 | Torneig suspès a causa de la pandèmia de COVID-19 | Torneig suspès a causa de la pandèmia de COVID-19 |
| 2019         | Belinda Bencic                                    | Anastassia Pavliutxénkova                         | 3−6, 6−1, 6−1                                     |
| 2018         | Dària Kassàtkina                                  | Ons Jabeur                                        | 2−6, 7−6(3), 6−4                                  |
| 2017         | Julia Görges                                      | Dària Kassàtkina                                  | 6−1, 6−2                                          |
| 2016         | Svetlana Kuznetsova (2)                           | Daria Gavrilova                                   | 6−2, 6−1                                          |
| 2015         | Svetlana Kuznetsova                               | Anastassia Pavliutxénkova                         | 6−2, 6−1                                          |
| 2014         | Anastassia Pavliutxénkova                         | Irina-Camelia Begu                                | 6−4, 5−7, 6−1                                     |
| 2013         | Simona Halep                                      | Samantha Stosur                                   | 7−6(1), 6−2                                       |
| 2012         | Caroline Wozniacki                                | Samantha Stosur                                   | 6−2, 4−6, 7−5                                     |
| 2011         | Dominika Cibulková                                | Kaia Kanepi                                       | 3−6, 7−6(1), 7−5                                  |
| 2010         | Viktória Azàrenka                                 | Maria Kirilenko                                   | 6−3, 6−4                                          |
| 2009         | Francesca Schiavone                               | Olga Govortsova                                   | 6−3, 6−0                                          |
| WTA Tier I   |                                                   |                                                   |                                                   |
| 2008         | Jelena Janković                                   | Vera Zvonariova                                   | 6−2, 6−4                                          |
| 2007         | Ielena Deméntieva                                 | Serena Williams                                   | 5−7, 6−1, 6−1                                     |
| 2006         | Anna Txakvetadze                                  | Nàdia Petrova                                     | 6−4, 6−4                                          |
| 2005         | Mary Pierce                                       | Francesca Schiavone                               | 6−4, 6−3                                          |
| 2004         | Anastassia Mískina (2)                            | Ielena Deméntieva                                 | 7−5, 6−0                                          |
| 2003         | Anastassia Mískina                                | Amélie Mauresmo                                   | 6−2, 6−4                                          |
| 2002         | Magdalena Maleeva                                 | Lindsay Davenport                                 | 5−7, 6−3, 7−6(4)                                  |
| 2001         | Jelena Dokić                                      | Ielena Deméntieva                                 | 6−3, 6−3                                          |
| 2000         | Martina Hingis                                    | Anna Kúrnikova                                    | 6−3, 6−1                                          |
| 1999         | Nathalie Tauziat                                  | Barbara Schett                                    | 2−6, 6−4, 6−1                                     |
| 1998         | Mary Pierce                                       | Monica Seles                                      | 7−6(2), 6−3                                       |
| 1997         | Jana Novotná                                      | Ai Sugiyama                                       | 6−3, 6−4                                          |
| WTA Tier III |                                                   |                                                   |                                                   |
| 1996         | Conchita Martínez                                 | Barbara Paulus                                    | 6−1, 4−6, 6−4                                     |

### Dobles masculins
| Any  | Campions                                          | Finalistes                                        | Resultat                                          |
| ---- | ------------------------------------------------- | ------------------------------------------------- | ------------------------------------------------- |
| 2021 | Harri Heliövaara Matwé Middelkoop                 | Tomislav Brkić Nikola Ćaćić                       | 7−5, 4−6, [11−9]                                  |
| 2020 | Torneig suspès a causa de la pandèmia de COVID-19 | Torneig suspès a causa de la pandèmia de COVID-19 | Torneig suspès a causa de la pandèmia de COVID-19 |
| 2019 | Marcelo Demoliner Matwé Middelkoop                | Simone Bolelli Andrés Molteni                     | 6−1, 6−2                                          |
| 2018 | Austin Krajicek Rajeev Ram                        | Max Mirnyi Philipp Oswald                         | 7−6(4), 6−4                                       |
| 2017 | Max Mirnyi Philipp Oswald                         | Damir Džumhur Antonio Šančić                      | 6−3, 7−5                                          |
| 2016 | Juan Sebastián Cabal Robert Farah                 | Julian Knowle Jürgen Melzer                       | 7−5, 4−6, [10−5]                                  |
| 2015 | Andrey Rublev Dmitri Tursúnov                     | Radu Albot František Čermák                       | 2−6, 6−1, [10−6]                                  |
| 2014 | František Čermák Jiří Veselý                      | Sam Groth Chris Guccione                          | 7−6(2), 7−5                                       |
| 2013 | Mikhaïl Ielguin Denis Istomin                     | Ken Skupski Neal Skupski                          | 6−2, 1−6, [14−12]                                 |
| 2012 | František Čermák Michal Mertiňák                  | Simone Bolelli Daniele Bracciali                  | 7−5, 6−3                                          |
| 2011 | František Čermák Filip Polášek                    | Carlos Berlocq David Marrero                      | 6−3, 6−1                                          |
| 2010 | Ígor Kunitsin Dmitri Tursúnov                     | Janko Tipsarevic Viktor Troicki                   | 7−6(8), 6−3                                       |
| 2009 | Pablo Cuevas Marcel Granollers                    | František Čermák Michal Mertiňák                  | 4−6, 7−5, [10−8]                                  |
| 2008 | Serhí Stakhovski Potito Starace                   | Stephen Huss Ross Hutchins                        | 7−6(4), 2−6, [10−6]                               |
| 2007 | Marat Safin Dmitri Tursúnov                       | Tomáš Cibulec Lovro Zovko                         | 6−4, 6−2                                          |
| 2006 | Fabrice Santoro Nenad Zimonjić                    | František Čermák Jaroslav Levinský                | 6−1, 7−5                                          |
| 2005 | Max Mirnyi Mikhaïl Iujni                          | Ígor Andréiev Nikolai Davidenko                   | 6−1, 6−1                                          |
| 2004 | Ígor Andréiev Nikolai Davidenko                   | Mahesh Bhupathi Jonas Björkman                    | 3−6, 6−3, 6−4                                     |
| 2003 | Mahesh Bhupathi Max Mirnyi                        | Wayne Black Kevin Ullyett                         | 6−3, 7−5                                          |
| 2002 | Roger Federer Max Mirnyi                          | Joshua Eagle Sandon Stolle                        | 6−4, 7−6(0)                                       |
| 2001 | Max Mirnyi Sandon Stolle                          | Mahesh Bhupathi Jeff Tarango                      | 6−3, 6−0                                          |
| 2000 | Jonas Björkman David Prinosil                     | Jiří Novák David Rikl                             | 6−2, 6−3                                          |
| 1999 | Justin Gimelstob Daniel Vacek                     | Andrí Medvèdev Marat Safin                        | 6−2, 6−1                                          |
| 1998 | Jared Palmer Jeff Tarango                         | Ievgueni Kàfelnikov Daniel Vacek                  | 6−4, 6−7, 6−2                                     |
| 1997 | Martin Damm Cyril Suk                             | David Adams Fabrice Santoro                       | 6−4, 6−3                                          |
| 1996 | Rick Leach Andrei Olkhovski                       | Jiří Novák David Rikl                             | 4−6, 6−1, 6−2                                     |
| 1995 | Byron Black Jared Palmer                          | Tommy Ho Brett Steven                             | 6−4, 3−6, 6−3                                     |
| 1994 | Jacco Eltingh Paul Haarhuis (2)                   | David Adams Andrei Olkhovski                      | Renúncia                                          |
| 1993 | Jacco Eltingh Paul Haarhuis                       | Jan Apell Jonas Björkman                          | 6−1, retirada                                     |
| 1992 | Marius Barnard John-Laffnie de Jager              | David Adams Andrei Olkhovski                      | 6−4, 3−6, 7−6                                     |
| 1991 | Eric Jelen Carl-Uwe Steeb                         | Andrei Txerkàssov Aleksandr Vólkov                | 6−4, 7−6                                          |
| 1990 | Hendrik Jan Davids Paul Haarhuis                  | John Fitzgerald Anders Järryd                     | 6−4, 7−6                                          |

### Dobles femenins
| Any          | Campiones                                         | Finalistes                                        | Resultat                                          |
| ------------ | ------------------------------------------------- | ------------------------------------------------- | ------------------------------------------------- |
| WTA 500      |                                                   |                                                   |                                                   |
| 2021         | Jeļena Ostapenko Kateřina Siniaková               | Nadia Kitxenok Raluca Olaru                       | 6−2, 4−6, [10−8]                                  |
| WTA Premier  |                                                   |                                                   |                                                   |
| 2020         | Torneig suspès a causa de la pandèmia de COVID-19 | Torneig suspès a causa de la pandèmia de COVID-19 | Torneig suspès a causa de la pandèmia de COVID-19 |
| 2019         | Shuko Aoyama Ena Shibahara                        | Kirsten Flipkens Bethanie Mattek-Sands            | 6−2, 6−1                                          |
| 2018         | Alexandra Panova Laura Siegemund                  | Darija Jurak Raluca Olaru                         | 6−2, 7−6(2)                                       |
| 2017         | Timea Babos Andrea Hlaváčková                     | Nicole Melichar Anna Smith                        | 6−2, 3−6, [10−3]                                  |
| 2016         | Andrea Hlaváčková Lucie Hradecká                  | Daria Gavrilova Dària Kassàtkina                  | 4−6, 6−0, [10−7]                                  |
| 2015         | Dària Kassàtkina Ielena Vesninà                   | Irina-Camelia Begu Monica Niculescu               | 6−3, 6−7(7), [10−5]                               |
| 2014         | Martina Hingis Flavia Pennetta                    | Caroline Garcia Arantxa Parra Santonja            | 6−3, 7−5                                          |
| 2013         | Svetlana Kuznetsova Samantha Stosur               | Al·la Kudriàvtseva Anastassia Rodiónova           | 6−1, 1−6, [10−8]                                  |
| 2012         | Iekaterina Makàrova Ielena Vesninà                | Maria Kirilenko Nàdia Petrova                     | 6−3, 1−6, [10−8]                                  |
| 2011         | Vania King Iaroslava Xvédova                      | Anastassia Rodiónova Galina Voskobóieva           | 7−6(3), 6−3                                       |
| 2010         | Gisela Dulko Flavia Pennetta                      | Sara Errani María José Martínez Sánchez           | 6−3, 2−6, [10−6]                                  |
| 2009         | Maria Kirilenko Nàdia Petrova                     | Maria Kondratieva Klára Zakopalová                | 6−2, 6−2                                          |
| WTA Tier I   |                                                   |                                                   |                                                   |
| 2008         | Nàdia Petrova Katarina Srebotnik                  | Cara Black Liezel Huber                           | 6−4, 6−4                                          |
| 2007         | Cara Black Liezel Huber                           | Viktória Azàrenka Tatsiana Putxak                 | 4−6, 6−1, [10−7]                                  |
| 2006         | Květa Peschke Francesca Schiavone                 | Iveta Benešová Galina Voskobóieva                 | 6−4, 6−7(4), 6−1                                  |
| 2005         | Lisa Raymond Samantha Stosur                      | Cara Black Rennae Stubbs                          | 6−2, 6−4                                          |
| 2004         | Anastassia Mískina Vera Zvonariova                | Virginia Ruano Pascual Paola Suárez               | 6−3, 4−6, 6−2                                     |
| 2003         | Nàdia Petrova Meghann Shaughnessy                 | Anastassia Mískina Vera Zvonariova                | 6−3, 6−4                                          |
| 2002         | Ielena Deméntieva Janette Husárová                | Jelena Dokić Nàdia Petrova                        | 2−6, 6−3, 7−6(3)                                  |
| 2001         | Martina Hingis Anna Kúrnikova                     | Ielena Deméntieva Lina Krasnoroutskaya            | 7−6(1), 6−3                                       |
| 2000         | Julie Halard-Decugis Ai Sugiyama                  | Martina Hingis Anna Kúrnikova                     | 4−6, 6−4, 7−6(5)                                  |
| 1999         | Lisa Raymond Rennae Stubbs                        | Julie Halard-Decugis Anke Huber                   | 6−1, 6−0                                          |
| 1998         | Mary Pierce Nataixa Zvéreva                       | Lisa Raymond Rennae Stubbs                        | 6−3, 6−4                                          |
| 1997         | Arantxa Sánchez Vicario Nataixa Zvéreva           | Yayuk Basuki Caroline Vis                         | 5−3, retirada                                     |
| WTA Tier III |                                                   |                                                   |                                                   |
| 1996         | Natalia Medvèdeva Larisa Neiland Savchenko        | Silvia Farina Elia Barbara Schett                 | 7−6, 4−6, 6−1                                     |